# UC, setmanari d'informació general
UC, setmanari d'informació general fou una revista local eivissenca nascuda el 1977, en ple inici de la Transició democràtica. Tot i que no va durar gaire més que un any, va tenir un paper molt important en tractar-se d'un intent de periodisme lliure que va haver d'enfrontar-se a les reticències dels poders locals. «Uc» és un mot eivissenc relacionat amb «cridòria».

## Història i ideologia
UC va néixer el mes d'agost de 1977 i va sortir a la venda fins al març de 1978, durant vint-i-nou setmanes. Concretament, el primer exemplar va aparèixer el 27 d'agost i hi apareix un editorial –en català i en castellà- titulat «Ja som aquí»/«Ya estamos aquí» on s'explica la voluntat i ideologia del mitjà, així com es convida els lectors a seguir el setmanari número rere número. «Apareix o, per tal de ser més precisos, potser convindria més parlar de reaparició, ja que, d'alguna manera, UC se sent dipositari d'aquelles publicacions pitiüses que en èpoques anteriors a la quarantena franquista varen servir de vehicle d'expressió de les ideologies progressistes del seu temps» indica l'article introductori, deixant clara la intenció reivindicativa del setmanari, així com la seva vinculació amb la premsa republicana d'esquerres. Des d'abans de 1936 no no hi havia hagut realment una publicació obertament d'esquerres.
La voluntat principal dels seus precursors va ser la de protagonitzar un periodisme valent, en una democràcia encara primerenca, que va enfrontar-se als poders locals, que no tenien cap interès en què el setmanari durés. A més, UC pretenia ser la revista de les Pitiüses, per a la seva gent i sensible amb els temes d'interès, tal com també se'n desprèn d'aquest primer editorial: «Perquè hem de dir, si és necessari deixar-ho ben establert, que en aquesta revista hi cap tot allò que no sigui contrari als interessos populars de les gents d'aquestes illes, aquestes mateixes gents que viuen i treballen a les Pitiüses i que des del primer moment han entès la naturalesa d'aquest projecte, fent possible amb les seues aportacions que una nova publicació periòdica, de marcada voluntat independent, vegi de nou la llum a Eivissa i Formentera».
El setmanari va mantenir aquestes posicions progressistes al llarg de tota la seva trajectòria, tot i que va tenir un context prou desfavorable. UC neix poc després de les primeres eleccions democràtiques del 15 de juny de 1977 que a les Pitiüses guanya Alianza Popular, liderada per Abel Matutes, una figura que influiria molt en bona part dels números d'UC de forma negativa, fins a influir-ne la desaparició. El setmanari va ser editat per SA Publicacions Pitiüses, el president del consell d'administració de la qual va ser Carlos Asensio Narcúe. Va néixer amb un capital social de cinc mil milions de pessetes. Fins al darrer número, UC convidà els lectors a fer-se accionistes, mitjançant la compra d'accions, d'una manera semblant al que van fer altres mitjans com l'Avui.
Tots els números d'UC van imprimir-se a Barcelona i. si no hi havia problemes, sortia als quioscos cada dissabte. Ara bé, el número 9 en fou una destacada excepció. Aquest exemplar no va arribar a sortir, ja que hi va haver diversos incidents amb l'avió que havia de portar els exemplars; semblava haver estat un boicot per part d'Ibèria, motivada per poders externs. Es van imprimir a Eivissa quatre pàgines de franc, en la primera de les quals es podia llegir «A pesar de todo, salimos». El darrer número va veure la llum l'11 de març de 1978, però UC no havia anunciat que deixava de sortir. De fet, una nota explicava que la setmana següent no apareixeria la publicació als quioscos perquè la impremta feia vacances, fet que es compensaria amb un número extra.
S'ha de destacar, a més, que amb el seu sorgiment, UC trenca l'hegemonia que tenia Diario de Ibiza des del franquisme, el mitjà per excel·lència. Són periòdics totalment contraposats, estèticament (la imatge moderna d'UC trenca amb la tradicionalitat del Diario de Ibiza) però també pel que fa a la ideologia. A part de Diario de Ibiza, en aquells moments, només oferia informació generalista Radio Popular.

## Temàtica i estètica
Pel que fa als continguts, UC protagonitza un trencament amb el que havia oferit la premsa local fins al moment. Tot i que seguia una estructura habitual (suggeriments, cartes al director, editorials, grans temes locals...) va tenir la voluntat d'abraçar un àmbit més gran, tractant temes d'informació autonòmica, estatal i fins i tot internacional, a més de dedicar espai també a informació cultural o esportiva. A més, oferia informació de primera mà sobre Formentera (on residia el director, Juan Ramón de la Cruz).
Es va aprofitar el context del moment per apropar-se als ciutadans sortits d'una dictadura, de manera que es van publicar molts temes amb la voluntat de recuperar la memòria històrica, motiu pel qual hi va haver possiblement més reportatges històrics (com ara sobre l'inici de la guerra a les illes, en què es dona veu als perdedors) que no pas d'actualitat. Malgrat tot, també es van centrar en grans polèmiques del dia a dia, com la informació urbanística, tractada de forma crítica, especialment sobre la qüestió de ses Salines i la voluntat de preservar la zona natural (tema central del primer número). També es va apostar per temes que fins al moment havien estat silenciats, com l'homosexualitat, els escàndols religiosos, les reivindicacions socials, o partits oblidats com ara el comunista. Oferiren també una visió crítica sobre temes econòmics i de l'actualitat turística.
Formalment, el setmanari separa informació i opinió, tot i que en alguns articles és difícil aquest trencament (es van publicar cròniques subjectives sense firmar, que van ser criticades en les cartes dels lectors). Tot i així, la publicació va estar marcada per un to seriós i professional, la qual cosa també era una novetat. Pel que fa a l'estètica, també fou trencadora, sobretot pel que fa a les portades, que foren veritables exercicis artístics. Així com el fet d'incloure publicitats i anuncis sobre la publicació en si, en ella mateixa. Cal destacar que el director gràfic, Claret Serrahima, era un referent barceloní.

## La qüestió de la llengua
La majoria d'articles foren escrits en castellà, la qual cosa va ser un motiu de queixa i dels lectors. UC argumentà que tot i tenir la voluntat de normativitzar la llengua, publicaven els articles en la llengua que els havien escrit els redactors, per tal de mantenir-los de forma original. De fet, hi va haver debats interns sobre les diferents concepcions lingüístiques dins de la mateixa plantilla.
Els editorials oferien dues versions, una en cada idioma, i la majoria d'articles de la secció de cultura eren en català. Ara bé, els temes culturals mai van protagonitzar grans portades o el tema de la setmana, fet que indica que no se'ls donava tanta rellevància com d'altres. Malgrat tot, eren articles de gran nivell, donat que els responsables foren Francesc Parcerisas i el poeta Marià Villangómez, sota el pseudònim Marc Arabí. Cal destacar que sovint s'utilitzà la forma estàndard del català en aquells continguts considerats més seriosos i, en canvi, per als temes populars es preferí l'opció dialectal.

## Redacció i col·laboradors
El director d'UC fou Juan Ramón de la Cruz Valero, que formà part del consell de redacció juntament amb Pilar Bonet, Francesc Parcerisas i Rafael García Pascuet (director de publicacions).
Nombroses persones van participar en la redacció d'UC i van col·laborar amb el setmanari, entre les quals cal destacar: Jesús María Alonso, Marc Arabí, Enric Bañeres, Pilar Bonet, Joan Castelló Guasch, Julio Flores, Jesús García Varela, Félix Julbe, María de los Llanos, Isidor Marí, Joan Marí Cardona, Josep Marí, Eduard Mira, Santiago Miró, Joan Morenu, Toni Morenu, Joan B. Nicolás, José María Ortiz, Francesc Parcerisas, Rafael Pascuet, Francesc Planells Cardona, Pere Planells, Toni Roca, Miquel Angel Roig Francolí, Jean Serra, José María Sulleiro, Juan Antonio Torres, Tucho Tur o Marià Villangómez Llobet, a més del col·lectiu UC.
Cal destacar també els fotògrafs: José Bergas, Néstor Pellicer, Pere Planells i Toni Riera. De la composició se n'encarregaren Kika Juan, Jesús Martín, Toni Carbonell i, del muntatge, Mariano Ramon. La direcció gràfica va anar a càrrec de Claret Serrahima.

## Valoració i importància
Tot i la seva curta durada, UC fou un setmanari amb un paper prou rellevant, donat el context en què va crear-se i la constant oposició als poders locals que va viure. Va donar veu a temes fins al moment silenciats. Significà un gran avenç, no només quant a la temàtica tractada sinó també pel que fa a l'estil i el disseny. Significà, a més, el sorgiment d'un nou mitjà d'informació general alternatiu al Diario de Ibiza, que en tenia el monopoli des del primer franquisme. Possiblement, la qüestió pendent fou la de la llengua, una polèmica constant, malgrat les intencions normalitzadores que assegurava tenir el mitjà.